# Piccoli campioni
Piccoli campioni (Little Giants) è un film diretto da Duwayne Dunham nel 1994.

## Trama
Due fratelli, Danny e Kevin O'Shea, sono appassionati di football americano. Tra di loro c'è grande rivalità in quanto uno si crede più esperto dell'altro nell'allenare una squadra di ragazzini delle scuole.
Si crea una competizione: Kevin, il "più esperto", allena una squadra "schiacciasassi", formata da piccoli fenomeni della palla ovale, Danny si deve accontentare di una formazione a dir poco mediocre, costituita da improvvisati giocatori. Il capitano di questa "armata brancaleone" è addirittura una ragazzina (Becky), figlia dello stesso allenatore, che però ha grinta da vendere e giocate per nulla inferiori ai coetanei maschietti.
I due fratelli decidono dunque di sfidarsi in una partita: Danny si gioca il suo autolavaggio, e Kevin la sua concessionaria, e i favori del pronostico sono ovviamente dalla parte della squadra di quest'ultimo. I fratelli O'Shea si trovano dunque uno di fronte all'altro, smaniosi di vincere e dimostrare la propria forza.
Se nel primo tempo la squadra di Kevin si porta decisamente in vantaggio, alla fine a spuntarla sarà la tanto bistrattata squadra dei "perdenti" e Danny avrà la sua personale rivincita nei confronti del borioso Kevin.

## Produzione
Il film è stato ispirato dal uno spot del Super Bowl del 1992, sviluppato da Jim Ferguson e Bob Shallcross. Secondo quanto rilasciato dal The Baltimore Sun, dopo aver visto lo spot, Steven Spielberg li contattò e disse "Voglio che quello spot diventi un film. Voglio il mio 'Mamma, ho perso l'aereo.'" È stato girato dal 10 maggio al 3 settembre 1994.

## Riferimenti Culturali
In un incontro di football della NCAA del 2010, Michigan State sconfisse Notre Dame grazie ad un touchdown su un passaggio effettuato su un finto field goal nei tempi supplementari. L'allenatore Mark Dantonio disse che quello schema fu chiamato "Little Giants".
Le divise dei Cowboys nel filme erano le stesse utilizzate dai Dallas Cowboys durante la stagione 1994, per il 75º anniversario della NFL. Dal 2004 al 2007, la divisa speciale dei New York Giants era rossa con numeri bianchi, molto simile a quella dei Little Giants nel film.